# Каюков, Леонид Леонтьевич
Леони́д Лео́нтьевич Каюко́в (11 июня 1938 — 28 апреля 2019, Москва) — советский и российский режиссёр-мультипликатор, сценарист, художник-постановщик и художник-мультипликатор.

## Биография
В 1970 году окончил Московский полиграфический институт, в 1972 году — курсы карикатуристов журнала «Крокодил».

В 1960—1999 годах работал на киностудии «Союзмультфильм» сначала как художник-мультипликатор, с 1972 года — как режиссёр.

Преподавал мультипликацию в Москве, Санкт-Петербурге, Кишинёве, Алма-Ате, Дрездене (Германия).

В середине 1990-х годов был заместителем директора «Союзмультфильма» по производству, руководил проектом «Медвежья спасательная служба», до 1996 года был членом Правления АП «Киностудия „Союзмультфильм“».

С 2000 года — режиссёр студии «Волшебный фонарь».

Работал как книжный иллюстратор.

В мультипликации сотрудничал с художниками: Марией Рудаченко, Елизаветой Жаровой, Татьяной Колюшевой и другими.
Умер 28 апреля 2019 года. Похоронен на Перловском кладбище.

## Фильмография

### Режиссёр
- 1971 — Любитель порядка (по заказу ГАИ)[2]
- 1976 — Младший брат
- 1977 — За щелчок (Весёлая карусель № 9)
- 1977 — Клоун (Весёлая карусель № 9)
- 1978 — Подарок для самого слабого
- 1979 — Приезжайте в гости
- 1979 — Где же медвежонок?
- 1981 — Ничуть не страшно
- 1982 — Живая игрушка
- 1983 — Змей на чердаке
- 1984 — Дом, который построили все
- 1985 — Пантелей и пугало
- 1986 — На воде
- 1987 — Печальный детектив (киножурнал «Фитиль» № 304)
- 1987 — Вечное движение (киножурнал «Фитиль» № 306)
- 1988 — Седой медведь
- 1990 — Комино
- 1992 — Чинк
- 1993 — Чуффык

### Сценарист
- 1992 — Чинк

### Художник-постановщик
- 1971 — Любитель порядка (по заказу ГАИ)
- 1972 — Весёлые ребята (киножурнал «Фитиль» № 126)
- 1973 — Музыкальный эксперимент (киножурнал «Фитиль» № 134)
- 1974 — Зубик (киножурнал «Фитиль» № 141)
- 1974 — Сюрприз (киножурнал «Фитиль» № 145)
- 1974 — С бору по сосенке
- 1976 — Дорогой улов (киножурнал «Фитиль» № 165)
- 1976 — Последний фокус (киножурнал «Фитиль» № 170)

### Художник-мультипликатор
- 1961 — Фунтик и огурцы
- 1962 — Сказка про чужие краски
- 1963 — Проверьте ваши часы
- 1963 — Беги, ручеёк!
- 1963 — Вот так тигр!
- 1963 — Светлячок № 3
- 1963 — Следопыт
- 1964 — Дядя Стёпа — милиционер
- 1964 — Кот-рыболов
- 1964 — Кто виноват?
- 1964 — Ситцевая улица
- 1965 — Ваше здоровье!
- 1965 — Вовка в Тридевятом царстве
- 1965 — За час до свидания
- 1966 — Светлячок № 7
- 1966 — Хвосты
- 1967 — Зеркальце
- 1967 — Кузнец-колдун
- 1967 — Межа
- 1967 — Могло случиться
- 1967 — Песенка мышонка
- 1967 — Песня о соколе
- 1967 — Пророки и уроки
- 1968 — Кот, который гулял сам по себе
- 1968 — Фильм, фильм, фильм
- 1968 — Чуня
- 1968 — Самый большой друг
- 1969 — Украденный месяц
- 1969 — Возвращение с Олимпа
- 1969 — В стране невыученных уроков
- 1969 — Мы ищем кляксу
- 1970 — Ну, погоди! (выпуск 2)
- 1970 — Сказка сказывается
- 1971 — Лабиринт. Подвиги Тесея
- 1971 — Чужие следы
- 1971 — Аргонавты
- 1972 — Зелёный кузнечик
- 1972 — Ну, погоди! (выпуск 5)
- 1972 — Русские напевы
- 1972 — Фока — на все руки дока
- 1973 — Василёк
- 1973 — Ну, погоди! (выпуск 7)
- 1973 — Персей
- 1973 — По следам бременских музыкантов
- 1974 — Заяц Коська и родничок
- 1974 — Молодильные яблоки
- 1977 — Последний лепесток
- 1979 — Огневушка-поскакушка
- 1993 — Чуффык

## Награды
- Орден Дружбы (23 ноября 2009 года) — за заслуги в развитии отечественной культуры и искусства, многолетнюю плодотворную деятельность[3]